# Rola-do-cabo
Rola-do-cabo (nome científico: Streptopelia capicola) é uma espécie de ave pertencente à família dos columbídeos. É uma ave abundante na África Oriental e Austral. É principalmente sedentária, encontrada em uma variedade de habitats abertos.
Seu nome popular em língua inglesa é "Ring-necked dove".